# Igreja da Fraternidade
A Igreja da Fraternidade (em inglês:   Fellowship Church) (FC) é uma megaigreja batista multissítio com sede em Grapevine, Texas, nos Estados Unidos da América, com um comparecimento estimado de 24.162 pessoas. A FC é afiliada à Convenção Batista do Sul (SBC). Seus pastores principais são Ed Young e Lisa Young.

## História
A igreja foi fundada como "Fellowship of Las Colinas" em 1989 por uma igreja missionária da Primeira Igreja Batista de Irving, Texas e pelo pastor Ed Young. Em abril de 1998, a igreja inaugurou um novo prédio em Grapevine.
Em 2005, FC abriu dois campi-satélite - Fellowship Church Plano(que se encontra com em um complexo próprio em Plano, Texas) e a Fellowship Uptown Church (que se encontra no North Dallas High School, em Dallas).
Mais tarde, um terceiro campus satélite foi adicionado - Fellowship Church Alliance (que se encontra no Northwest High School em Justin, Texas, perto do aeroporto Fort Worth Alliance). Os campi satélite agem como extensões de FC; embora tenham música ao vivo e a sua própria equipe de funcionários, todos os sermões são transmissão do campus de Grapevine. A FC comprou um lugar no distrito de arte de Dallas para construir o campus permanente de Uptown.
Em 2020, o atendimento semanal era de 24.162.